# Grand'Anse
Grand'Anse (haitisk kreol: Grandans) er en af de 10 provinser (département) i Haiti. Hovedbyen er Jérémie. Provinsen har 465 800 indbyggere (2002) og et areal på 1 871 km². Den grænser op til provinserne Nippes og Sud.

## Administrativ inddeling
Provinsen er inddelt i tre arrondissementer (arrondissements) som hver er inddelt i 12
kommuner (communes).
- Anse-d'Ainault
  1. Anse-d'Ainault
  2. Dame-Marie
  3. Les Irois
- Corail
  1. Corail
  2. Roseaux
  3. Beaumont
  4. Pestel
- Jérémie
  1. Jérémie
  2. Abricots
  3. Trou-Bonbon
  4. Moron
  5. Chambellan

18°40′N 74°07′V / 18.67°N 74.12°V
|  | Infoboks uden skabelon Denne artikel har en infoboks dannet af en tabel eller tilsvarende. |